# Produktionsverhältnisse
Produktionsverhältnisse bezeichnet als Begriff der Marxistischen Wirtschaftstheorie die gesellschaftlichen Beziehungen, welche Menschen bei der Produktion, beim Austausch, bei der Verteilung und beim Verbrauch von Produkten zum Zweck der Bedürfnisbefriedigung oder als Ware miteinander eingehen.
Ein wichtiges Merkmal dabei sind die Eigentumsverhältnisse, also wer Eigentümer der gesellschaftlichen (nicht individuellen!) Produktionsmittel ist bzw. die rechtliche oder faktische Verfügungsgewalt darüber hat. Während dem freien individuellen Schuster z. B. die Produktionsmittel wie Werkzeuge, Leder etc. selbst gehören und damit ihm auch das Produkt seiner Arbeit gehört, hat der Schuster in einer Fabrik weder Verfügungsgewalt über die Produktionsmittel noch das Produkt, die Schuhe, und muss selbst seine Arbeitskraft nach Vorgaben einsetzen. Die Produktion ist eine gesellschaftliche und keine individuelle mehr. Die Entwicklung der Produktivkräfte, z. B. Mechanisierung der Schuhherstellung, kann also die Produktionsverhältnisse ändern: Der handwerkliche Schuster wird als Handwerker überwiegend untergehen und muss sich als doppelt freier Lohnarbeiter in Fabriken verdingen. Diese Entwicklung geschieht ohne absichtliche Planung oder den Willen eines Beteiligten, dieses Ziel zu erreichen.
Diese Produktionsverhältnisse und Eigentumsverhältnisse sind, da die Produktion oder Wirtschaft essenziell für den Bestand einer Gesellschaft ist, auch die wesentliche Grundlage für die Machtverteilung, die Weltanschauung oder Ideologie sowie Aspekte des Überbaus wie z. B. Recht oder Religion in der jeweiligen Gesellschaft. Deshalb unterscheidet sich auch die Urgesellschaft mit steinzeitlichen Horden von der Sklavenhaltergesellschaft, dem Feudalismus, dem Kapitalismus, Sozialismus oder Kommunismus.
Marx selbst formuliert diese hochkomplexen Verhältnisse im Vorwort „Zur Kritik der Politischen Ökonomie“ so:
"Das allgemeine Resultat, das sich mir ergab und, einmal gewonnen, meinen Studien zum Leitfaden diente, kann kurz so formuliert werden:
In der gesellschaftlichen Produktion ihres Lebens gehen die Menschen bestimmte, notwendige, von ihrem Willen unabhängige Verhältnisse ein, Produktionsverhältnisse, die einer bestimmten Entwicklungsstufe ihrer materiellen Produktivkräfte entsprechen. Die Gesamtheit dieser Produktionsverhältnisse bildet die ökonomische Struktur der Gesellschaft, die reale Basis, worauf sich ein juristischer und politischer Überbau erhebt und welcher bestimmte gesellschaftliche Bewußtseinsformen entsprechen. Die Produktionsweise des materiellen Lebens bedingt den sozialen, politischen und geistigen Lebensprozeß überhaupt.
Es ist nicht das Bewußtsein der Menschen, das ihr Sein, sondern umgekehrt ihr gesellschaftliches Sein, das ihr Bewußtsein bestimmt. "
Die Bedeutung, dass die Menschen "von ihrem Willen unabhängig" diese Produktionsverhältnisse eingehen, zeigt sich darin, dass niemand den Feudalismus oder Kapitalismus als Gesellschaftssystem einzuführen oder abzuschaffen geplant hat, es sich aber sozusagen naturwüchsig, gesetzmäßig auch ohne den Willen der Menschen – ja oft gegen den Willen der Menschen entwickelt hat. Auch bei Kenntnis solcher Gesetzmäßigkeiten oder auch vorhandenem Willen, Produktions- oder gesellschaftliche Verhältnisse zu ändern, unterliegen die Menschen nach Marx unabhängig vom Willen des einzelnen Individuums evolutionären Prozessen, die zu gesellschaftlichen Revolutionen oder Umwälzungen führen. Im Vorwort zu seinem Hauptwerk Das Kapital spricht er der Kenntnis dieser Gesetzmäßigkeiten lediglich die Rolle eines Geburtshelfers zu. In diesem Sinne sind es die Änderungen und Verhältnisse an der materiellen Basis und die Produktionsverhältnisse, die Veränderungen im Überbau bewirken. Dies ist ein dialektischer Prozess im Sinne der dialektischen Entwicklung, der auch graduell zu Reformen führen kann oder zu einer Revolution.
Gemäß dem Historischen Materialismus können dann, wenn die Produktionsverhältnisse zu Fesseln der Entwicklung der Produktivkräfte werden, Revolutionen entstehen, die zu einer neuen gesellschaftlichen Produktionsweise mit gegebenenfalls neuen Produktionsverhältnissen überleiten. Nach dem Gesetz der Übereinstimmung der Produktionsverhältnisse mit dem Charakter der Produktivkräfte bilden beide eine dialektische Einheit.
Produktionsverhältnisse stellen immer eine Vielzahl unterschiedlicher Verhältnisse dar, die entsprechend der vorherrschenden Produktionsweise in der Volkswirtschaft systematisch zusammenwirken. Zu den Produktionsverhältnissen zählen:
- Eigentumsverhältnisse,
- Herrschaftsverhältnisse,
- Arbeitsverhältnisse,
- Distributionsverhältnisse,
- Zirkulationsverhältnisse,
- Konsumtionsverhältnisse.